# Dimorphanthera lancifolia
Dimorphanthera lancifolia är en ljungväxtart som beskrevs av Herman Otto Sleumer. Dimorphanthera lancifolia ingår i släktet Dimorphanthera och familjen ljungväxter. Inga underarter finns listade i Catalogue of Life.